# Tingkye
Tingkye, även känt som Dinggyê, är ett härad (dzong) som lyder under staden Shigatse i Tibet-regionen i sydvästra Kina.